# Maurício Poggi Villela

Imatge de Mauricio Poggi durant la dècada del 1980.

Maurício Poggi Villela, més conegut com a Mauricinho, (Ribeirão Preto, 29 de desembre de 1963) és un antic jugador de futbol brasiler de les dècades de 1980 i 1990.

## Trajectòria
Començà la seva trajectòria professional amb 17 anys, l'any 1981, al Comercial de Ribeirão Preto, de la seva ciutat natal. El 1984 fou fitxat per un dels grans clubs brasilers, el Vasco da Gama, on jugà durant 9 temporades en tres etapes diferents (1984-1988, 1991 i 1997-1999). En la seva primera etapa al club coincidí amb homes com Geovani, Romário i el veterà Roberto Dinamite, i guanyà els seus primers títols els anys 1987 i 1988. El 1989 fitxà pel Palmeiras i la temporada 1989-1990 defensà els colors del RCD Espanyol a Segona Divisió, disputant només 7 partits de lliga. La següent temporada jugà al Louletano portuguès, retornant el 1992 al Brasil, jugant, entre d'altres clubs al Botafogo. També va viure una aventura al Japó al Kyoto Purple Sanga el 1995. Fou internacional amb la selecció brasilera sots 20, amb la qual guanyà el Mundial de l'any 1983.